# Euporismus albatrox
Euporismus albatrox là một loài côn trùng trong họ Osmylidae thuộc bộ Neuroptera. Loài này được Tillyard miêu tả năm 1916.